# 솔로몬의 선택
《솔로몬의 선택》은 2002년 7월 13일부터 2008년 4월 14일까지 방송되었던 법률 전문 오락 프로그램이다.

## 솔로몬의 선택 역사
2002년 첫 방송되어, 2008년 4월 14일을 끝으로 6년만에 폐지되었으며, 후속 프로그램인 TV로펌 솔로몬이 방송되었다가 2009년 가을 개편 때 SBS가 월화 미니시리즈 천사의 유혹을 밤 9시로 앞당기게 되어 2009년 9월 28일을 끝으로 폐지되었다.

## 진행
시청자들이 쉽게 공감할 수 있는 생활 속 법률 문제를 다루며, 민법과 형법 관련 내용이 주로 다루어진다. 연예인 게스트들이 배심원으로 하여 주어진 법적인 문제를 코믹하게 토의하고 끝에 자신의 생각을 표결에 붙인다. 모든 배심원이 동의하는 경우는 극히 드물며, 미국의 배심원 제도와는 달리 배심원단이 전원동의를 할 필요가 없다. 판결 시에는 변호사들이 전문적 의견을 덧붙이며, 변호사 의견 역시 전원 동의하지는 않으나 다수결로 결론이 나는 형식이다. 고승덕 변호사, 김병준 변호사, 정현수 변호사, 김동성 변호사, 이정호 변호사, 진형혜 변호사, 신은정 변호사 등이 출연하였다.

## 방송 시간
| 방송 채널 | 방송 기간                         | 방송 시간                          |
| --------- | --------------------------------- | ---------------------------------- |
| SBS TV    | 2002년 7월 13일 ~ 2005년 6월 25일 | 매주 토요일 저녁 6시 50분 ~ 8시    |
| SBS TV    | 2005년 7월 4일 ~ 2008년 4월 14일  | 매주 월요일 밤 8시 55분 ~ 9시 55분 |

## 출판
제작진이 공식적으로 발간한 단행본은 다음과 같다.
- 《솔로몬의 선택》(ISBN 8956240698)

## 표절 문제
일본 민영방송사 NTV의 법률 상담 프로그램 '행렬이 늘어서는 법률 상담소'와 SBS의 '솔로몬의 선택' 프로그램 표절 여부가 이날 방송에서 '솔로몬…'과 자사 프로그램이 전체적인 포맷부터 변호사 군단의 출연, 세트 모양과 위치, 자막 색깔, 출연자들이 앉는 위치까지 모든 것이 똑같다고 지적하며 희화화했다. 프로그램 방송 초기부터 일본 NTV 측과 라이선스 계약을 협의 중이었기 때문에 문제 삼기 어렵고, 해당 업무 담당자들의 커뮤니케이션이 원활치 못해 일어난 일이라고 해명하면서 일단락되었다. 누리꾼들은 '2002년부터 지금까지 아직도 판권 계약을 협상 중이라니 어처구니 없다'는 등 황당하다는 반응이었다.

## 역대 코너
- 시네마 법정 (1회 2002.7.13 ~ 11회 2002.9.21)
- 월드법정 (55회 2003.8.9 ~ 101회 2004.7.3, 112회 2004.9.18[2])
- 퀴즈! 솔로몬 따라잡기 (87회 2004.3.27 ~ 147회 2005.5.28)
- 지상렬이 간다 (119회 2004.11.13 ~ 128회 2005.1.15, 10부작)
- 핫이슈 생생법정 (129회 2005.1.22 ~ 137회 2005.3.19)
- 영화 속 사건파일
- 드라마 사건파일
- 검사출동 사건속으로 (154회 2005.7.18 ~ 254회 2007.8.6)
- U-퀴즈 솔로몬
- 생활의 발견 솔로몬
- 생활법률극장 개그Law! (255회 2007.8.13 ~ 269회 2007.11.26)

## 기타
- 2005년 6월 25일 마지막 토요일 방송을 하였으며, 해당 프로그램 방송으로 다음주인 2005년 7월 2일에 파일럿 프로그램 <선택! 기막힌 실화>가 편성되었다.[3] 2005년 7월 4일 부터 월요일 밤 9시로 방송 시간이 변경되었다.

## 결방 사유
- 2003년 3월 29일 : 축구 국가대표 평가전 <한국 VS 콜롬비아> 중계방송으로 인한 결방
- 2003년 7월 19일 : 2003년 피스컵 국제축구 <성남 일화 천마 VS 올랭피크 리옹> 중계방송으로 인한 결방
- 2004년 2월 14일 : 축구 국가대표 평가전 <한국 VS 오만> 중계방송으로 인한 결방
- 2004년 7월 10일 : 축구 국가대표 친선경기 <한국 VS 바레인> 중계방송으로 인한 결방
- 2005년 9월 19일 : 추석 특선영화 태극기 휘날리며 1 ~ 2부 편성으로 인한 결방[4]
- 2006년 6월 19일 : 독일 월드컵 특집 SBS 8 뉴스 편성으로 인한 결방
- 2006년 10월 9일 : SBS 스포츠 2006 프로야구 준플레이오프 2차전 <한화 이글스 VS KIA 타이거즈> 중계방송으로 인한 결방
- 2006년 10월 23일 : SBS 스포츠 2006 프로야구 한국시리즈 2차전 <한화 이글스 VS 삼성 라이온즈> 중계방송으로 인한 결방
- 2006년 11월 13일 : 창사특선영화 왕의 남자 편성으로 인한 결방[5]
- 2006년 12월 18일 : 특집  <꿈의 도전 Q 누가 천만원을 보았나> 편성으로 인한 결방
- 2007년 7월 2일 : 뉴스 특보 편성으로 인한 결방
- 2007년 10월 29일 : 특집 <지구촌 VJ 특급> 편성으로 인한 결방[6]
- 2008년 1월 7일 : 특집 아이디어 하우머치 편성으로 인한 결방[7]
- 2008년 4월 7일 : 2008 스페이스 코리아 특집 <대한민국 영재 대격돌> 편성으로 인한 결방[8]